# Haute-Epine
Haute-Epine – miejscowość i gmina we Francji, w regionie Hauts-de-France, w departamencie Oise.
Według danych na rok 1990 gminę zamieszkiwało 179 osób, a gęstość zaludnienia wynosiła 27 osób/km² (wśród 2293 gmin Pikardii Haute-Epine plasuje się na 818. miejscu pod względem liczby ludności, natomiast pod względem powierzchni na miejscu 721.).